# Canadá en la Copa Mundial de Rugby de 1999
La Selección de rugby de Canadá fue uno de los 20 participantes de la Copa Mundial de Rugby de 1999 que se realizó en Gales.
Fue la cuarta participación de los Cannucks en la Copa Mundial de Rugby.

## Plantel
| Nombre           | Posición       | Club                   |
| ---------------- | -------------- | ---------------------- |
| Mark Cardinal    | hooker         | James Bay A.A.         |
| Pat Dunkley      | hooker         | James Bay A.A.         |
| Richard Bice     | pilar          | Vancouver Rowing Club  |
| Duane Major      | pilar          | Burnside               |
| David Penney     | pilar          | Henley Hawks           |
| Rod Snow         | pilar          | Newport RFC            |
| Jon Thiel        | pilar          | James Bay A.A.         |
| Al Charron       | segunda línea  | Bristol Bears          |
| Mike James       | segunda línea  | USA Perpignan          |
| Brian McCarthy   | segunda línea  | James Bay A.A.         |
| John Tait        | segunda línea  | Cardiff Blues          |
| Chris Whittaker  | segunda línea  | James Bay A.A.         |
| Dan Baugh        | ala            | Cardiff Blues          |
| John Hutchinson  | ala            | Suntory Sungoliath     |
| Rob Robson       | ala            | James Bay A.A.         |
| Ryan Banks       | ala            | Bedford Blues          |
| Mike Schmid      | Número 8       | Rotherham Titans       |
| John Graf        | medio scrum    | UBC Old Boys Ravens    |
| Morgan Williams  | medio scrum    | Cole Harbour           |
| Bobby Ross       | medio apertura | James Bay A.A.         |
| Scott Bryan      | centro         | Balmy Beach RFC        |
| Kyle Nichols     | centro         | Newport RFC            |
| David Lougheed   | centro         | Leicester Tigers       |
| Jeremy Cordle    | wing           | Castaway Wanderers RFC |
| Julian Loveday   | wing           | London Irish           |
| Courtney Smith   | wing           | Meraloma Rugby         |
| Joe Pagano       | wing           | York Yeomen RFC        |
| Winston Stanley  | wing           | James Bay A.A.         |
| Gareth Rees (c.) | zaguero        | Harlequins             |
| Scott Stewart    | zaguero        | Bedford Blues          |

## Participación

#### Grupo C
| Equipo  | Gan. | Emp. | Per. | A favor | En contra | Puntos |
| ------- | ---- | ---- | ---- | ------- | --------- | ------ |
| Francia | 3    | 0    | 0    | 108     | 52        | 6      |
| Fiyi    | 2    | 0    | 1    | 124     | 68        | 4      |
| Canadá  | 1    | 0    | 2    | 114     | 82        | 2      |
| Namibia | 0    | 0    | 3    | 42      | 186       | 0      |
| 2 de octubre | Francia | 33 - 20 | Canadá | Stade de la Méditerranée, Béziers |  |

| 9 de octubre | Fiyi | 38 - 22 | Canadá | Parc Lescure, Bordeaux |  |

| 14 de octubre | Canadá | 72 - 11 | Namibia | Stade de Toulouse, Toulouse |  |